# Robert Kasun

Wappen von Robert Kasun

Robert Michael Kasun CSB (* 20. Dezember 1951 in Cudworth, Saskatchewan) ist ein kanadischer Ordensgeistlicher und römisch-katholischer Weihbischof in Toronto.

## Leben
Robert M. Kasun trat der Kongregation der Basiliuspriester bei und empfing am 24. Juni 1978 das Sakrament der Priesterweihe.
Papst Franziskus ernannte ihn am 11. Juni 2016 zum Titularbischof von Lavellum und zum Weihbischof in Toronto. Die Bischofsweihe spendete ihm der Erzbischof von Toronto, Thomas Kardinal Collins, am 12. September desselben Jahres. Mitkonsekratoren waren der Erzbischof von Vancouver, John Michael Miller CSB, und der Bischof von London, Ronald Peter Fabbro CSB.